# Edgar Villamarín
Edgar Villamarín (Lima, 1 de abril de 1982) es un exfutbolista peruano que jugó de defensa central y actualmente es gerente deportivo de Foot Ball Club Melgar de la Primera División del Perú. Tiene 42 años.

## Trayectoria
Empezó su carrera en las divisiones menores de Sporting Cristal. Jugó durante algunos años con la filial del equipo celeste, Cristal "B", en la Segunda División. En el año 2004 se integró al Atlético Universidad de Arequipa, equipo con el que debutó en Primera División. Luego pasó por clubes como Unión Huaral, Cienciano y el Chernomorets Odessa de Ucrania. En enero de 2009 regresó al Perú para fichar por Universitario de Deportes. Luego de campeonar con la «U», al siguiente año firmó por el clásico rival, Alianza Lima.
En 2014 ficha por el Melgar y ese mismo año consiguen quedar en primera posición pero solo clasifican a la Copa Sudamericana.
En 2015 son campeones en el año del centenario del club y él alterna la capitanía con Ysrael Zúñiga.
Al año siguiente juegan la final nacional ante Sporting Cristal igual que el año pasado pero esta vez quedan subcampeones. Estuvo alternando en la defensa con Anderson Santamaría, Werner Schuler y Oswaldo Rivas.
En 2017 debido a las pocas oportunidades que tuvo se traslada al Alianza Atlético, donde perderían la categoría.
En 2018 ficha por la Universidad César Vallejo dónde asciende a Primera . Renueva por todo 2019 con los trujillanos.
El 4 de enero de 2021 es oficializado como gerente deportivo de Foot Ball Club Melgar siendo esta su primera experiencia en dicho cargo.

## Selección nacional
Ha sido internacional con la selección de fútbol del Perú en 4 ocasiones. Debutó el 3 de julio de 2007 en un encuentro ante la selección de Bolivia que finalizó con marcador de 2-2.

### Participaciones en Copa América
| Copa              | Sede      | Resultado        |
| ----------------- | --------- | ---------------- |
| Copa América 2007 | Venezuela | Cuartos de final |

### Participaciones en Eliminatorias
| Eliminatorias                    | Selección | Resultado        | Partidos | Goles |
| -------------------------------- | --------- | ---------------- | -------- | ----- |
| Eliminatorias Sudamericanas 2018 | Perú      | 5º (Clasificado) | 0        | 0     |

## Clubes
| Club                      | País    | Año         |
| ------------------------- | ------- | ----------- |
| Sporting Cristal "B"      | Perú    | 2000-2003   |
| Sporting Cristal          | Perú    | 2003        |
| Atlético Universidad      | Perú    | 2004        |
| Unión Huaral              | Perú    | 2004 - 2006 |
| Cienciano                 | Perú    | 2007        |
| Chernomorets Odessa       | Ucrania | 2008        |
| Universitario de Deportes | Perú    | 2009        |
| Alianza Lima              | Perú    | 2010 - 2013 |
| FBC Melgar                | Perú    | 2014 - 2017 |
| Alianza Atlético          | Perú    | 2017        |
| Universidad César Vallejo | Perú    | 2018 - 2019 |

## Palmarés
| Título                    | Club                      | País | Año  |
| ------------------------- | ------------------------- | ---- | ---- |
| Primera División del Perú | Universitario de Deportes | Perú | 2009 |
| Torneo Clausura           | F. B. C. Melgar           | Perú | 2015 |
| Primera División del Perú | F. B. C. Melgar           | Perú | 2015 |
| Torneo de Verano          | F. B. C. Melgar           | Perú | 2017 |
| Segunda División del Perú | César Vallejo             | Perú | 2018 |

### Distinciones individuales
| Distinción                                                                                            | Año  |
| --- | ---- |
| Incluido en el equipo ideal del Campeonato Descentralizado según el portal periodístico DeChalaca.com | 2015 |
| Once Ideal de la Primera División 2015                                                                | 2015 |